# Crisi di Valona
La crisi di Valona o insurrezione di Valona (in albanese Lufta e Vlorës o Lufta e Njëzetës) fu una crisi militare che si svolse in Albania nel 1920 tra il Regno d'Italia, che occupava la baia di Valona assieme all'isola di Saseno dal 1914, e forze nazionaliste albanesi. Le ostilità scoppiarono in seguito alla divulgazione, da parte ellenica, dell'accordo Venizelos-Tittoni di Parigi, in base al quale sarebbe stato riconosciuto all'Italia un mandato della Società delle Nazioni sull'Albania in cambio di vantaggi territoriali greci nell'Epiro albanese. L'episodio più famoso del conflitto fu la rivolta di Ancona, atto di insubordinazione commesso nell'ambito del Biennio Rosso da bersaglieri italiani che rifiutarono di imbarcarsi per Valona a sostegno del presidio assediato. 
Nonostante i mancati rinforzi e un'epidemia di malaria, il presidio italiano riuscì a mantenere Valona a fronte di quattro attacchi. Per porre fine a una lotta impopolare e poco utile, l'Italia denunciò l'accordo con la Grecia in base alla violazione del vincolo di segretezza e convenne con l'Albania il trattato di Tirana. In base ad esso, l'Italia evacuò Valona per avere riconosciuto il possesso dell'isola di Saseno. Allo stesso tempo l'Italia riconobbe definitivamente la sovranità dell'Albania (rinunciando quindi al mandato) mentre mantenne una protezione diplomatica per l'indipendenza della stessa. L'accordo fu confermato in sede di Società delle Nazioni dalla Conferenza degli Ambasciatori il 9 novembre 1921, con il riconoscimento dell'indipendenza albanese e degli interessi speciali dell'Italia in Albania.

## Contesto storico
Prima di entrare nella prima guerra mondiale come alleato della Triplice intesa, il Regno d'Italia aveva firmato il segreto Patto di Londra: l'Italia aveva promesso di dichiarare guerra alla Germania e all'Austria-Ungheria entro un mese in cambio di alcune conquiste territoriali alla fine della guerra. I territori promessi dall'Albania all'Italia erano menzionati negli articoli 6 e 7 del trattato:
Articolo 6 L'Italia dovrà ricevere piena sovranità su Valona, l'Isola di Saseno ed un territorio circostante sufficiente [...]
Articolo 7 Qualora l'Italia ottenesse il Trentino e l'Istria secondo quanto disposto dall'Articolo 4, assieme alla Dalmazia e le Isole dell'Adriatico entro i limiti specificati nell'Articolo 5, e la Baia di Valona (Articolo 6), e se la parte centrale dell’Albania verrà utilizzata per stabilirvi un piccolo stato autonomo e neutrale, l'Italia non dovrà opporsi alla divisione dell'Albania Settentrionale e Meridionale tra il Montenegro, la Serbia e la Grecia, qualora questo fosse il desiderio di Francia, Regno Unito e Russia. La costa dal confine meridionale del territorio italiano di Valona (vedi Articolo 6) fino a Capo Stylos, dovrà essere dichiarata neutrale. All'Italia dovrà essere affidato il compito di rappresentare lo Stato d'Albania nelle sue relazioni con le Potenze straniere. L'Italia inoltre accetta di lasciare comunque un territorio sufficientemente ampio ad est dell'Albania al fine di assicurare l'esistenza di una linea di confine tra la Grecia e la Serbia ad ovest del Lago Ochrida.
Nel 1920 gli alleati nella Conferenza di pace di Parigi non avevano ancora preso una decisione sul futuro dell'Albania, ma le rivendicazioni dell'Italia sulla sovranità di Valona non erano mai state seriamente messe in discussione. Anche il presidente del Consiglio italiano Francesco Saverio Nitti aveva sperato di ottenere un mandato sul resto del Paese secondo il segreto Patto di Londra.

## Ordini di battaglia

### Ordine di battaglia albanese
| Forze di Shullëri            | Comandante Kalo Telhai                        |
| Forze di Kutë                | Comandante Rrapo Çelo e Halim Rakipi          |
| Forze di Dukat               | Comandante Sheme Sadiku e Hodo Zeqiri         |
| Forze di Lumi i Vlorës       | Comandante Sali Vranishti                     |
| Forze di Fëngu               | Comandante Muço Aliu                          |
| Forze di Kanina              | Comandante Beqir Velo                         |
| Forze Salari                 | Comandante Selam Musai                        |
| Forze di Kurvelesh           | Comandante Riza Runa                          |
| Forze da Fterra              | Comandante Xhaferr Shehu                      |
| Forze di Mallakastër         | Comandante Bektash Çakrani e Halim Hamiti     |
| Forze di Skrapar             | Comandante Riza Kodheli                       |
| Forze di Berat               | Comandante Seit Toptani e Izedin Vrioni       |
| Forze di Peqin               | Comandante Adem Gjinishi                      |
| Forze di Argirocastro        | Comandante Javer Hurshiti e Xhevdet Picari    |
| Forze di Ciamuria            | Comandante Alush Seit Taka e Muharrem Rushiti |
| Forze di Coriza              | Capitano Ferit Frashëri e Tosun Selenica      |
| Forze da Tirana              | Capitano Ismail Haki Kuçi                     |
| Volontari albanese-americani | Capitano Aqif Përmeti e Kareiman Tatzani      |

### Ordine di battaglia italiano
| Valona - zona Kaninë                                | Centro dell'Alto Comando delle forze della 36ª divisione                                                                       | Comandante: Generale Settimo Piacentini. Comandante di divisione - Generale Emanuele Pugliese e suo aiuto Generale De Luca. |
| Kotë                                                | Centro stradale, alimentare e ospedaliero. 4 ° comando di artiglieria mista. Battaglione alpino, 72 ° battaglione di fanteria. | Comando delle forze armate dei Carabinieri. Comandante Generale Enrico Gotti, Comandante del presidio Cavallo Michele.      |
| Gjorm                                               | Centro di un'azienda di mitragliatrici                                                                                         | Comandante Capitano Bergamaschi                                                                                             |
| Castello di Matohasanaj                             | 72 battaglione di fanteria, reggimento di fanteria, 182ª sezione artiglieria da montagna 70 mm.                                | Comandante maggiore |
| Castello di Tepelenë                                | Battaglione di fanteria, 157ª sezione di artiglieria, forze dei carabinieri.                                                   | Comandante maggiore Bronzini.                                                                                               |
| Passo Llogara                                       | Parte del 35º battaglione del 35º reggimento bersaglieri, 105° repart.                                                         | Comandante Capitano Boansea                                                                                                 |
| Himara                                              | Centro di comando del 35º reggimento bersaglieri.                                                                              | Comandante generale Rossi, colonnello Manganeli.                                                                            |
| Selenizza                                           | | Comandante maggiore Guadalupi                                                                                               |
| Golfo di Valona                                     | Corazzate "San Mario", "Bruceti", "Dulio", "Alkina", "Orion", torpediniere" "Arcione "                                         | |
| Regione di Ujë i Ftohtë (periferia a sud di Valona) | Forze aeree | |
| Panaja                                              | Riviste centrali dell'esercito italiano                                                                                        | |
| Vajzë - ospedale e comando di posta.                | | |

## Corso della guerra

Illustrazione della bandiera alzata durante la guerra

La guerra iniziò il 4 giugno, dopo il rifiuto da parte del generale italiano Settimio Piacentini di cedere il distretto di Valona al governo albanese. L'Albania aveva precedentemente costretto gran parte dell'occupazione italiana a lasciare il paese, ma dopo il rifiuto italiano delle richieste di Ahmet Zogu, l'allora ministro degli interni albanese, di continuare l'evacuazione, gli albanesi annunciarono l'istituzione del Comitato di difesa nazionale sotto la guida di Qazim Koculi, iniziando a raccogliere volontari. Ahmet Lepenica divenne il comandante in capo del distaccamento composto da circa 4 000 uomini. Gli insorti albanesi erano scarsamente armati e non tutti portavano nemmeno una pistola, alcuni erano armati solo di bastoni e pietre. Gli albanesi si impegnarono nei combattimenti nella regione di Valona e presto i ribelli furono sostenuti da volontari nella regione. Ciò aumentò la dimensione della forza fino al numero ufficiale di 10 000 irregolari, che includevano anche la Banda e Vatrës, una banda militare albanese che si era formata negli Stati Uniti che viaggiò 23 giorni in nave dagli Stati Uniti a Durazzo. Tuttavia durante il corso della guerra non più di 4 000 albanesi si impegnarono.
Gli italiani a Valona erano scesi prima del conflitto da 35 000 unità a 15 000 e allo scoppio dello stesso erano circa 7 000; il loro numero si ridusse ulteriormente per lo scoppio di un'epidemia di malaria.
I movimenti rivoluzionari socialisti e le rivolte all'interno dell'esercito in Italia resero impossibili i rinforzi ai soldati italiani a Valona. Il morale cominciò a sgretolarsi tra i soldati italiani asserragliati all'interno di Valona, senza ordini e con la malaria e con l'agitazione comunista che dilagava tra le file. Ciononostante, gli attacchi albanesi (5 giugno, 6 giugno, 11 giugno, 24 luglio) non riuscirono a far cadere Valona. In questa situazione di stallo, il governo Giolitti prese un'iniziativa diplomatica per risolvere la situazione.

## Trattato di Tirana

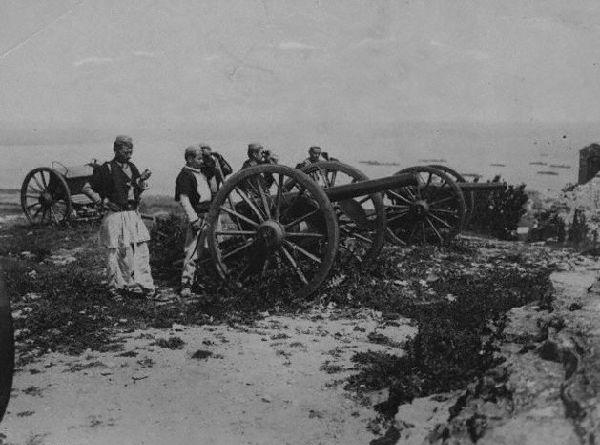
Cannoni italiani catturati da irregolari albanesi durante una delle battaglie

Dopo tre mesi di guerra, fu firmato il 2 agosto (con entrata in vigore il 5) un accordo per il cessate il fuoco tra il governo italiano e quello albanese, che prende il nome di "Trattato di Tirana". Esso recitava:
L'abbandono di Valona fu definito dall'allora presidente del consiglio Giovanni Giolitti "l’estirpazione di un dente, per la quale il paziente esita e ritarda, ma di cui poi alla fine è lieto di essersi liberato". Giolitti considerava la baia di Valona una base di poco valore e al tempo stesso un vero e proprio peso, poiché costosa da mantenere e inevitabilmente esposta ad attacchi di albanesi. Per queste ragioni vi rinunciò, in cambio del riconoscimento del possesso dell'isola di Saseno di fronte alla baia (che egli invece valutava strategica). Giolitti e i suoi successori interpretarono l'accordo concluso come una rinuncia al protettorato-mandato italiano sull'Albania, ritenuto anch'esso svantaggioso e impopolare, ma allo stesso tempo come un mantenimento della protezione diplomatica italiana (la "difesa dell'autonomia dell'Albania") a garanzia dell'indipendenza albanese dalle mire di altri stati, ritenuta fondamentale per la sicurezza dell'Italia. È stato quindi il primo dei cd. "trattati di Tirana" degli anni '20, che stabilirono un'Albania indipendente in una sfera d'influenza italiana.
La Conferenza degli Ambasciatori confermò l'accordo sull'indipendenza albanese e gli interessi speciali italiani in Albania con una dichiarazione del giugno 1921. 
Nelle sue memorie, Giovanni Giolitti così spiegò l'accordo:
Riguardo poi a Vallona, io facevo questo ragionamento: che in caso di guerra, se noi fossimo i più forti in mare non avremmo avuto bisogno di Vallona; se fossimo i più deboli, non potendo difenderla e rifornirla per mare, saremmo costretti ad abbandonarla. E ciò prescindendo anche dalla considerazione della radicale trasformazione che il più largo uso dei sottomarini e degli idrovolanti porterà, secondo i tecnici, nella guerra navale del futuro. Ad ogni modo, ciò che veramente ci interessa è che Vallona non possa costituire una base di operazioni contro di noi; e questo scopo è raggiunto con l’occupazione dell’isolotto di Sasseno, che sta all’imboccatura della baia stessa. Per fare di Vallona una base navale nostra, data la enorme portata delle artiglierie moderne, sarebbe necessaria una occupazione territoriale estesissima perché il porto non fosse esposto ai tiro delle artiglierie nemiche; il che avrebbe importato non solo spese ingenti e continuative, ma, in caso di guerra, l’immobilizzamento di nostre considerevoli forze, che verrebbero sottratte al teatro principale della guerra ed alla difesa del territorio nazionale.
Per tutte queste ragioni io decisi di rinunciare al mandato, conferitoci dalla Conferenza di Parigi, sull’Albania, che avrebbe rappresentata una enorme passività senza alcun utile, e di limitare la nostra azione alla protezione diplomatica dell’Albania contro le mire di altri Stati, e di abbandonare Vallona, assicurandoci però il riconoscimento del possesso di Sasseno.»
Anche il ministro Sforza, in parlamento, espresse simili considerazioni e la sua soddisfazione per l'accordo:
Anche dal punto di vista albanese, l'accordo fu positivo e segnò il consolidamento della statualità albanese, con i seguenti risultati ottenuti:
1. Il governo italiano ha riconosciuto completamente l'indipendenza, l'integrità territoriale e la sovranità dell'Albania, entro i confini definiti nel 1913 dalla Conferenza degli ambasciatori a Londra.
2. Il governo italiano ha rinunciato al suo protettorato proclamato nel 1917 e all'occupazione e amministrazione di Valona e del suo entroterra; ha rinunciato a tutte le rivendicazioni contro l'Albania e a tutte le interferenze negli affari politici albanesi, e abbandonato l'idea di un mandato sul paese.
3. Il governo italiano ha accettato di ritirare il suo materiale bellico da Valona e dal suo entroterra, di evacuare tutti i suoi possedimenti sulla terraferma albanese e di rimpatriare in anticipo le truppe italiane effettivamente di stanza a Valona e sul litorale, e tutte le sue forze ancora rimaste in altre parti del territorio albanese ad eccezione del presidio dell'isola di Saseno all'ingresso della baia di Valona; l'Italia ha mantenuto il possesso permanente solo dell'isola di Saseno, ma è rimasta in occupazione temporanea di Capo Linguetta e Capo Treporti, entrambi dominanti la baia di Valona, con il diritto di fortificarli; in quella città sarebbe rimasto anche il distaccamento di truppe a Scutari.
4. Avrebbe avuto luogo uno scambio di prigionieri, la liberazione degli arrestati con amnistia generale reciproca e la risoluzione di questioni in sospeso riguardanti gli interessi privati dei sudditi albanesi e italiani.

Fu inoltre il primo trattato tra l'Albania e una potenza straniera. L'Albania aveva concentrato tutti i suoi sforzi per ottenere senza riserve il pieno riconoscimento da parte delle potenze occidentali dell'indipendenza dell'Albania entro i confini del 1913.
I nazionalisti italiani furono contrariati dall'accordo, poiché miravano all'annessione di Valona oltre che di Saseno e al mantenimento di un vero e proprio protettorato oltre che della protezione diplomatica. Benito Mussolini descrisse gli avvenimenti di Valona come la "Caporetto albanese". Tuttavia, giunto al governo, anche lui si fece garante dell'autonomia albanese. Quando la commissione del generale Enrico Tellini, incaricata dalla Società delle Nazioni di delineare i confini a sud dell'Albania, fu massacrata dai greci che avevano mire sull'Epiro albanese, egli rispose scatenando la crisi di Corfù.